# Antillo

Localització d'

Antillo (sicilià Antiddu) és un municipi italià, dins de la ciutat metropolitana de Messina. L'any 2008 tenia 996 habitants. Limita amb els municipis de Casalvecchio Siculo, Castroreale, Fondachelli-Fantina, Francavilla di Sicilia, Graniti, Limina, Mongiuffi Melia, Motta Camastra, Roccafiorita i Rodì Milici.

## Administració
| Període | Identitat          | Partit        |
| ------- | ------------------ | ------------- |
| 2006-   | Antonio Di Ciuccio | Llista cívica |